# Hiša Ispahbudhana
Velika hiša Ispahbudhana ali Aspahbadha je bila ena iz sedmih aristokratskih rodbin v sasanidskem iranskem imperiju. Podobno kot vladajoča hiša Sasana (Sasanidi), so se tudi oni imeli za naslednike Ahamenidov. Prav tako so se imeli za naslednike legendarnega antičnega iranskega mitološkega junaka Esfandijārja. Esfandijār je bil plemič in sveti vojak v obdobju preroka Zoroastra, prvega svetovnega pričevalca monoteizma. Zoroastru je omogočil zaščito v orožju in podporo pri uveljavljanju monoteistične religije v antičnem Iranu. Zoroaster in Esfandijār sta živela nekje med leti 2.000 in 625 pr. n. št.